# João Campos
João Campos (Albufeira, 22 de septiembre de 1958) es un atleta portugués retirado especializado en la prueba de 3000 m, en la que consiguió ser campeón mundial en pista cubierta en 1985.

## Carrera deportiva
En los Juegos Mundiales en Pista Cubierta de 1985 ganó la medalla de oro en los 3.000 metros, con un tiempo de 7 minutos y 57,63 segundos, por delante del estadounidense Don Clary y el checoslovaco Ivan Uvizl.